# Rhizotrogus villiersi
Rhizotrogus villiersi é uma espécie de insetos coleópteros polífagos pertencente à família Melolonthidae.
A autoridade científica da espécie é Baraud, tendo sido descrita no ano de 1970.
Trata-se de uma espécie presente no território português.